# 1913年式203公厘榴彈炮
1913年式203公厘榴彈炮（俄語：203-мм гаубица образца 1913 года）是俄羅斯帝國在1910年代出從國外引進技術製造的重榴彈炮，雖然在1913年制式化，但直到第一次世界大戰結束仍未量產出成品。

## 簡介
20世紀初的俄羅斯帝國陸軍，並沒有跟上其它歐陸強權對於炮兵戰術思想的概念，俄羅斯雖然知道野戰以及猛烈的高機動、攻勢性用兵決勝的概念。但俄軍仍然認為部隊需要配備機動性更好的大口徑榴彈炮作為攻城戰所用。在1908年，俄羅斯炮兵裝備局制定了一系列203公厘榴彈炮的技術規格需求，用以替換當時服役的M1877年式8英吋攻城迫擊炮。最初，俄國向英國維克斯公司提出它們的需求，英國版原型在1910年完成，並運抵聖彼得堡進行測試。隨後俄國又向法國施耐德與德國克虜伯發出承製競標委託。兩間公司各自打造了原型炮，在1912年至1913年，三間公司的原型進行對比測試。
對比的結果，俄軍認為維克斯的瞄準鏡不準確，且制退復進機妥善率不可靠，炮輪重量較重。克魯伯版的後座力處理不好，射擊後炮架會有額外震動，制退復進機歸位時間較慢，導致射速是三款中最慢的一型。施耐德的則是炮輪也存在過重的問題。但最後俄國選擇採購了施耐德的設計製造。該榴彈炮的設計是20世紀初的傳統構型，採用箱型炮架，搭配最新開發的液氣壓混合制退復進機，由於當時還沒有汽車拖曳的需求，炮輪沒有安裝懸吊系統，牽引時速被限制在每小時9公里。
1914年，普梯洛夫工廠收到了俄國政府訂購32門訂單，總成本235.2萬俄羅斯盧布，但直到1917年俄國革命，該工廠沒有解繳任何一門成品，僅完成了一些半成品零件。俄軍為了獲得野戰重炮，1917年向英國訂購了32門BL 8英吋榴彈炮 MkVI補充需求。